# Mdabulo
Mdabulo ist ein Verwaltungsbezirk (englisch Ward) des Distrikts Mufindi in der tansanischen Region Iringa.

## Geografie
Mdabulo liegt im südlichen Hochland von Tansania etwa 30 Kilometer Luftlinie südöstlich der Distrikthauptstadt Mafinga. Der Bezirk grenzt im Norden an Ihalimba, im Osten an Mapanda und Ihanu, im Süden an Luhunga und im Westen an Ifwagi. Bei der Volkszählung 2022 lebten 11.399 Menschen in 2871 Haushalten auf einer Fläche von 195 Quadratkilometern.

## Gliederung
Der Bezirk besteht aus fünf Gemeinden (swahili Mtaa) mit 19 Orten (Kitongoji):
| Kidete - Lukwale - Usuka - Kidete Mlimani - Ledi | Mlevelwa - Nyunzwe - Mlevelwa Kati - Msalabani | Ikanga - Ipegele - Ikanga Kati - Ukelaugi - Lyovela | Ihefu - Luhuga - Kinyimbili - Ilasa - Chamwifi - Makinda | Ludilo - Mjimwema - Mtanga - Ludilo Kati |

## Wirtschaft und Infrastruktur
- Landwirtschaft: Im Bezirk werden rund 6000 Hühner, 200 Rinder, 1100 Schweine und 200 Ziegen gehalten.[7]
- Bildung: Die Mdabulo Secondary School ist eine staatliche weiterführende Schule, die Tages- und Internatsschüler bis zur 6. Stufe ausbildet.[8]

## Sonstiges
Die Eine-Welt-Gruppe Schlins | Röns unterstützt Projekte in Mdabulo.